# Скултан, Анастасия Юрьевна
Анастаси́я Ю́рьевна Ску́лтан (род. 18 февраля 1984, Москва) — российская кёрлингистка, мастер спорта международного класса, участница зимних Олимпийских игр 2002, трёхкратная чемпионка России.
В «классическом» кёрлинге (команда из четырёх человек одного пола) в основном играет на позициях первого и второго.

## Биография
Кёрлингом Анастасия Скултан начала заниматься в ЭШВСМ «Москвич» у тренер Ольги Андриановой. Является трёхкратной чемпионкой России среди женщин в составе команды «Москвич».
В 1999—2002 играла за молодёжную сборную России, а в 2000—2003 — за главную команду страны. Приняла участие в зимней Олимпиаде 2002 в Солт-Лейк-Сити, трёх чемпионатах мира (2001—2003), двух чемпионатах Европы (2000, 2002), четырёх молодёжных чемпионатах мира (1999—2002), а также в зимней Универсиаде 2003 года, на которой стала обладателем золотых медалей.
Участвовала в национальных соревнованиях в составе команды Московской области 2007—2011 (ЦЗВС МО, г. Дмитров), а с 2016 — в составе команды «Зекурион-Москвич».

## Достижения
- Чемпионат России по кёрлингу среди женщин: бронза (2008).
- Кубок России по кёрлингу среди женщин: серебро (2016, 2018), бронза (2007, 2015, 2017).
- Зимняя Универсиада: золото (2003).

## Команды
| Сезон                                               | Четвёртый            | Третий               | Второй             | Первый             | Запасной                                       | Тренер                            | Турниры                                         |
| --------------------------------------------------- | -------------------- | -------------------- | ------------------ | ------------------ | ---------------------------------------------- | --------------------------------- | ----------------------------------------------- |
| 1998—99                                             | Ольга Жаркова        | Нина Головченко      | Анна Рубцова       | Анастасия Скултан  | Olga Duchina                                   |                                   | ЧМЮ-Б 1999                                      |
| 1998—99                                             | Нина Головченко      | Ольга Жаркова        | Анастасия Скултан  | Анна Рубцова       | Эльмира Гуляева                                | Ольга Андрианова                  | ЧМЮ 1999 (10 место)                             |
| 1999—00                                             | Ольга Жаркова        | Нина Головченко      | Анастасия Скултан  | Нкеирука Езех      | Анна Рубцова                                   | Ольга Андрианова, Юрий Андрианов  | ЧМЮ 2000 (7 место)                              |
| 2000—01                                             | Ольга Жаркова        | Нина Головченко      | Анастасия Скултан  | Нкеирука Езех      | Яна Некрасова                                  | Ольга Андрианова                  | ЧЕ 2000 (7 место)                               |
| 2000—01                                             | Нина Головченко      | Нкеирука Езех        | Анастасия Скултан  | Анжела Тюваева     | Людмила Прививкова                             | Ольга Андрианова                  | ЧМЮ 2001 (6 место)                              |
| 2000—01                                             | Ольга Жаркова        | Нина Головченко      | Нкеирука Езех      | Яна Некрасова      | Анастасия Скултан                              | Ольга Андрианова                  | ЧМ 2001 (9 место)                               |
| 2001—02                                             | Нкеирука Езех        | Анастасия Скултан    | Анжела Тюваева     | Анна Рубцова       | Людмила Прививкова                             | Ольга Андрианова, Анна Андрианова | ЧМЮ 2002 (8 место)                              |
| 2001—02                                             | Ольга Жаркова        | Нкеирука Езех        | Яна Некрасова      | Анастасия Скултан  | Анжела Тюваева                                 | Ольга Андрианова                  | ЗОИ 2002 (10 место) ЧМ 2002 (7 место)           |
| 2002—03                                             | Нкеирука Езех        | Анастасия Скултан    | Анжела Тюваева     | Людмила Прививкова | Екатерина Галкина                              |                                   | ЧМЮ-Б 2003                                      |
| 2002—03                                             | Ольга Жаркова        | Нкеирука Езех        | Яна Некрасова      | Анастасия Скултан  | Анна Рубцова (ЗУ), Людмила Прививкова (ЧЕ, ЧМ) | Ольга Андрианова                  | ЧЕ 2002 (4 место) · ЗУ 2003 · ЧМ 2003 (6 место) |
| 2007—08                                             | Татьяна Смирнова     | Татьяна Лукина       | Анастасия Скултан  | Юлия Сторожева     |                                                |                                   | КРЖ 2007 · ЧРЖ 2008                             |
| 2008—09                                             | Татьяна Смирнова     | Татьяна Лукина       | Анастасия Скултан  | Юлия Сторожева     |                                                |                                   | КРЖ 2008 (8 место) ЧРЖ 2009 (7 место)           |
| 2009—10                                             | Татьяна Смирнова     | Татьяна Лукина       | Анастасия Скултан  | Юлия Сторожева     | Анна Грецкая                                   |                                   | КРЖ 2009 (4 место) ЧРЖ 2010 (6 место)           |
| 2010—11                                             | Татьяна Смирнова     | Татьяна Лукина       | Анастасия Скултан  | Юлия Сторожева     | Анна Грецкая                                   |                                   | КРЖ 2010 (7 место)                              |
| 2010—11                                             | Татьяна Смирнова     | Татьяна Лукина       | Анастасия Скултан  | Юлия Сторожева     | Анна Грецкая, Марина Вдовина                   |                                   | ЧРЖ 2011 (5 место)                              |
| 2011—12                                             | Татьяна Смирнова     | Татьяна Лукина       | Анастасия Скултан  | Юлия Сторожева     | Анна Грецкая                                   |                                   | КРЖ 2011 (11 место)                             |
| 2015—16                                             | Алина Биктимирова    | Яна Некрасова        | Екатерина Антонова | Анастасия Скултан  | Ирина Беляева (КРЖ)                            |                                   | КРЖ 2015 · ЧРЖ 2016 (7 место)                   |
| 2016—17                                             | Мария Борисова       | Алина Биктимирова    | Екатерина Антонова | Анастасия Скултан  |                                                |                                   | КРЖ 2016                                        |
| 2016—17                                             | Алина Биктимирова    | Яна Некрасова        | Валерия Скляренко  | Анастасия Скултан  | Мария Борисова                                 | Ольга Андрианова                  | ЧРЖ 2017 (5 место)                              |
| 2017—18                                             | Алина Биктимирова    | Яна Некрасова        | Екатерина Антонова | Анастасия Скултан  | Лолита Третьяк                                 |                                   | КРЖ 2017                                        |
| 2017—18                                             | Алина Биктимирова    | Яна Некрасова        | Екатерина Антонова | Анастасия Скултан  | Ирина Беляева                                  |                                   | ЧРЖ 2018 (5 место)                              |
| 2018—19                                             | Екатерина Галкина    | Екатерина Антонова   | Анна Антонюк       | Анастасия Скултан  | Римма Шаяфетдинова                             |                                   | КРЖ 2018 · ЧРЖ 2019 (7 место)                   |
| Кёрлинг среди смешанных команд (mixed curling)      |                      |                      |                    |                    |                                                |                                   |                                                 |
| 2007—08                                             | Татьяна Смирнова     | Дмитрий Дмитриевский | Анастасия Скултан  | Дмитрий Тараканов  |                                                |                                   | ЧРСК 2008 (13 место)                            |
| 2008—09                                             | Дмитрий Дмитриевский | Анастасия Скултан    | Алексей Горюнов    | Татьяна Лукина     |                                                |                                   | ЧРСК 2009 (16 место)                            |
| 2009—10                                             | Татьяна Смирнова     | Дмитрий Дмитриевский | Анастасия Скултан  | Алексей Горюнов    | Юлия Сторожева, Дмитрий Тараканов              | Татьяна Смирнова                  | КРСК 2009 (11 место)                            |
| 2010—11                                             | Дмитрий Дмитриевский | Анастасия Скултан    | Алексей Куликов    | Анна Грецкая       | Дмитрий Антипов, Татьяна Лукина                |                                   | КРСК 2010 (13 место)                            |
| Кёрлинг среди смешанных пар (mixed doubles curling) |                      |                      |                    |                    |                                                |                                   |                                                 |
| 2010—11                                             | Дмитрий Дмитриевский | Анастасия Скултан    |                    |                    |                                                |                                   | КРСП 2010 (4 место)                             |

(скипы выделены полужирным шрифтом)